# Strategický bombardér

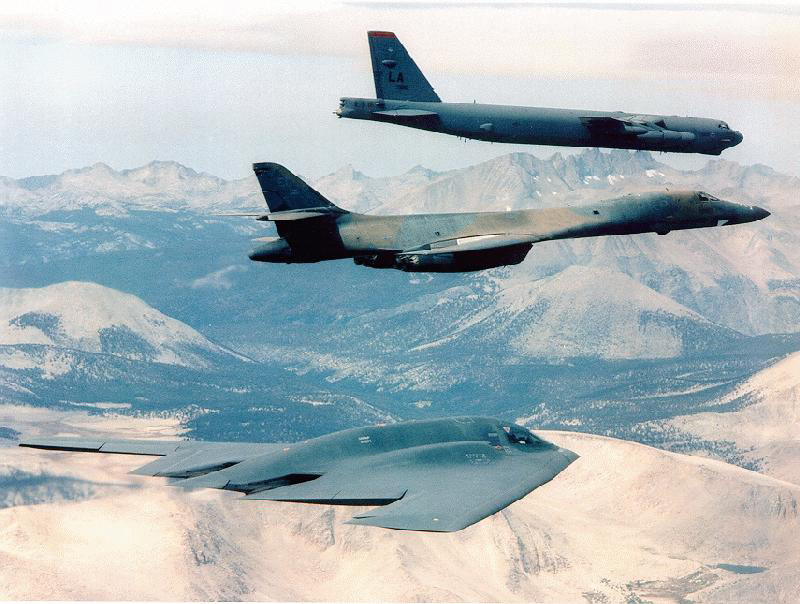
Americké strategické bombardéry: B-52 Stratofortress, B-1 Lancer a B-2 Spirit.

Strategický bombardér (anglicky strategic bomber, rusky cтрaтeгичecкий бомбaрдировщик, čínsky 战略轰炸机) je označení těžkého bombardéru středního či dlouhého doletu, který má schopnost strategického bombardování, tj. ničit vzdálené strategické cíle (vojenská zařízení, továrny, města) za účelem vyřazení kapacit nepřátelského státu, nutných k vedení války. Původ strategických bombardérů sahá do první světové války. Masového nasazení se dočkaly za druhé světové války, kdy dopomohly k vítězství Spojenců konvenčním bombardováním německé Třetí říše (typy Avro Lancaster, B-17 Létající pevnost a B-24 Liberator) a Japonska (typ B-29 Superfortress, který nakonec shodil na Japonsko i atomové bomby). Naopak mocnosti Osy strategické bombardéry nevyvíjely, a proto nebylo například Německo schopné vyřadit z války Británii nebo ohrozit průmysl SSSR na Urale. Během studené války hrály strategické bombardéry důležitou úlohu jako nosiče jaderných zbraní a součást jaderné triády ve strategii vzájemně zaručeného zničení. V současné době mají ve výzbroji strategické bombardéry Spojené státy (Rockwell B-1 Lancer, Northrop B-2 Spirit, Boeing B-52 Stratofortress), Rusko (Tupolev Tu-95, Tupolev Tu-160, Tupolev Tu-22M) a Čína (Xian H-6). V minulosti používaly strategické bombardéry také Francie (Mirage IV, Mirage 2000N) a Velká Británie (Vickers Valiant, Avro Vulcan, Handley Page Victor)  